# Jim Eadie (chính khách)
Jim Eadie (sinh ngày 10 tháng 2 năm 1968) là một chính khách người Scotland, từng là Nghĩ sĩ Quốc hội Scotland (MSP) của Đảng Quốc gia Scotland (SNP) cho khu vực bầu cử ở Edinburgh Southern 2011−2016.

## Tuổi thơ
Eadie sinh ngày 10 tháng 2 năm 1968 tại Glasgow, Scotland. Ông được giáo dục tại Trường Trung học Waverley và Đại học Strathclyde.
Eadie làm việc cho Đại học Điều dưỡng Hoàng gia và Truyền hình Scotland, trước khi trở thành người đứng đầu chi nhánh Scotland của Hiệp hội Công nghiệp Dược phẩm Anh (ABPI) vào năm 2002. He left the ABPI in 2007 to start a healthcare consulting business.